# بریتنی اسنو
بریتِنی ان اِسنو (به انگلیسی: Brittany Anne Snow) (زادهٔ ۹ مارس ۱۹۸۶) یک بازیگر آمریکایی تلویزیون و سینما است.

## زندگی‌نامه
اسنو در شهر تمپا، فلوریدا زاده و بزرگ شد. مادرش سیندا در شرکت انتشاراتی پرنتیس‌هال کار می‌کند و پدرش جان اسنو گرداننده یک آژانس بیمه بود و هم‌اکنون برنامه‌های او را سازماندهی می‌کند. او با بازیگرانی مانند اشلی تسدل، وانسا ان هاجنس بازیگران فیلم دبیرستان موزیکال و سوفیا بوش همبازیش در «فیلم جان تاکر باید بمیرد» و آماندا باینس دوستی نزدیکی دارد. او در دوره راهنمایی در مدرسه بن‌هیل حضور داشت و در سال ۲۰۰۴ از دبیرستان گِیتر در تمپا، فلوریدا فارغ‌التحصیل شد.
اسنو یک کاتولیک است و از وقت‌گذارندن با دوستان قدیمی و خانواده و دیدار چندین‌باره از شهرش، تمپا، فلوریدا لذت می‌برد. او در یک گفتگو با مجله مردم در سال ۲۰۰۷ از ابتلای طولانی‌مدتش به بی‌اشتهایی، تهوع و افسردگی پرده برداشت. به هر حال او با کمک خانواده، دوستانش و دیگران بهبود یافت.

## حرفه
بریتنی اسنو فعالیت هنری‌اش را از سال ۱۹۹۵ با حضور در یک فیلم تلویزیونی با عنوان «والت دیزنی» آغاز کرد. اسنو تاکنون در ۹ فیلم سینمایی و ۸ پروژه تلویزیونی بازی کرده‌است. از مهم‌ترین کارهای تلویزیونی او می‌توان به «چراغ‌های راهنما»، بن و کیت، «رویاهای آمریکایی»، «نورهای رهنما» و «از زمین به ماه» اشاره کرد.
او در فیلم‌های «جان تاکر باید بمیرد»، «یافتن آماندا»، «شب جشن پایان دبیرستان»، «گذرگر آب تیره» و «مهربان خبیث» به نقش‌آفرینی پرداخته‌است.
بریتنی اسنو به همراه الیجا کلی در جشنواره دایورسیتی ۲۰۰۷ (سینمای چندفرهنگی) جایزه بهترین بازیگری را به خاطر بازی در فیلم اسپری‌مو از آن خود کرد.

## فیلم‌شناسی

### فیلم
| سال  | عنوان                    | نقش                | توضیحات             |
| ---- | ------------------------ | ------------------ | ------------------- |
| ۱۹۹۵ | زمزمه قلب                | Shizuku Tsukishima | صدا پیشگی           |
| ۲۰۰۵ | پستانک                   | Zoe Plummer        |                     |
| ۲۰۰۶ | جان تاکر باید بمیرد      | Kate Spencer       |                     |
| ۲۰۰۷ | اسپری مو                 | Amber Von Tussle   |                     |
| ۲۰۱۰ | روی عروسک                | بالری              |                     |
| ۲۰۰۸ | شب پرام                  | Donna Keppel       |                     |
| ۲۰۰۸ | Finding Amanda           | Amanda Tangerman   |                     |
| ۲۰۰۸ | Streak                   | Baylin             | فیلم کوتاه          |
| ۲۰۰۹ | نوع شرور                 | Emma Gainsborough  |                     |
| ۲۰۰۹ | Black Water Transit      | Sardoonah          |                     |
| ۲۰۱۰ | جینی جونز                | Iris               |                     |
| ۲۰۱۱ | 96 Minutes               | Carley             |                     |
| ۲۰۱۲ | اطلسی‌ها                  | Robin McDougal     |                     |
| ۲۰۱۲ | آوازخوان حرفه‌ای          | Chloe Beale        |                     |
| ۲۰۱۲ | Would You Rather         | Iris               | تهیه‌کننده           |
| ۲۰۱۳ | شربت                     | Three              |                     |
| ۲۰۱۴ | There's Always Woodstock | Jody               |                     |
| ۲۰۱۵ | بختت رو شماره‌گیری کن     | Cora               |                     |
| ۲۰۱۵ | آوازخوان حرفه‌ای ۲        | Chloe Beale        |                     |
| ۲۰۱۵ | The Potters              | Rose Berry         | In post- production |
| ۲۰۱۶ | دیر شکوفا                | Michelle           |                     |
| ۲۰۱۶ | بوشوک                    | Lucy               |                     |
| ۲۰۱۷ | آوازخوان حرفه‌ای ۳        | Chloe Beale        |                     |
| ۲۰۱۹ | یک شخص عالی              |                    |                     |
| ۲۰۲۰ | برقراری رابطه            |                    |                     |
| ۲۰۲۲ | ایکس                     |                    |                     |
| ۲۰۲۳ | نیمه خوب                 |                    |                     |